# Русначенко Наталія Іванівна
Ната́лія Іва́нівна Русначенко (13 червня 1969) — українська радянська гандболістка, виступала за клуб «Спартак» (Київ), бронзовий призер Олімпійських ігор 1988 року. Виступала за збірну Австрії (ОІ 1992, 2000).

## Біографія
Виступала за команду Спартак (Київ), чемпіон СРСР. Тренер: Турчин І. Є.
Володарка Кубка європейських чемпіонів (1987).
1988 року у складі жіночої збірної СРСР з гандболу завоювала бронзову медаль Олімпіади 1988. У фінальній частині змагань зіграла один матч як воротар.
Заслужений майстер спорту СРСР (1988).
1991 року на запрошення Ігоря Турчина разом з Ольгою Семеновою перейшла до норвезького клуба «Філхаммер».
У складі збірної Австрії виступала на літніх Олімпійських іграх 1992 року та літніх Олімпійських іграх 2000 року. Посіла п'яте місце в 1992 році, зіграла три матчі як воротар. На Іграх 2000 року вона посіла п'яте місце в олімпійському турнірі. Грала всі сім матчів як воротар.

## Титули
- Бронзова призерка Олімпійських ігор (1): 1988
- Володарка Кубка європейських чемпіонів (1): 1987
- Переможниця Ліги чемпіонів (4): 1992, 1993, 1994, 1998, 2000
- Чемпіонка світу серед молоді (2): 1987, 1989
- Багаторазова чемпіонка СРСР і Австрії